# Песман, Ян
Ян Се́йбранд Песман (нидерл. Jan Sijbrand Pesman, 4 мая 1931, Стедюм, Нидерланды — 23 января 2014, Делфзейл, Нидерланды) — нидерландский конькобежец, бронзовый призёр зимних Олимпийских игр в Скво-Велли (1960) на дистанции 5000 метров.

## Спортивная карьера
Начал заниматься конькобежным спортом лишь в двадцатилетнем возрасте. Свою первую крупную победу одержал в 1959 г., став лучшим на дистанции 5000 м и заняв второе место на дистанции 10000 м на чемпионате мира в классическом многоборье в Осло (1959). В следующем сезоне, на чемпионате мира в швейцарском Давосе он выиграл десятикилометровку.
На зимних Олимпийских играх в Скво-Велли (1960) на дистанции 5000 м он показал результат лишь немного уступающий действовавшему на тот момент мировому рекорду и рассчитывал на победу, однако советский конькобежец Виктор Косичкин превзошёл этот результат на 14 сек., а затем норвежец Кнут Йоханнесен оттеснил голландца на третье место. На дистанции 10000 м показал лишь двенадцатый результат.
После завершения Игр принял решения закончить карьеру.